# Magic and Loss
Magic and Loss è il 16° album in studio di Lou Reed, pubblicato dalla Sire Records nel gennaio 1992.

## Descrizione
Magic and Loss è un concept album ispirato dalla malattia e dalla morte per cancro di due amici: il cantautore Doc Pomus, che era diventato un grande amico di Reed nell'ultimo periodo di vita, e una donna che Reed identifica solo con il nome "Rita", ma che si crede possa presumibilmente essere tale "Rotten Rita", una figura familiare all'interno della Factory di Andy Warhol negli anni sessanta. Un'esibizione dal vivo nella quale Reed e la sua band eseguono le canzoni dell'album, filmata il 18 marzo 1992 agli studi Pinewood di Londra, è stata distribuita in VHS e LD, ma non ancora in DVD.
La canzone What's Good è stata una hit piazzatasi al 1º posto nella classifica Billboard Modern Rock Tracks.

## Accoglienza
Magic and Loss venne votato il sedicesimo miglior album del 1992 nel sondaggio annuale Pazz & Jop del The Village Voice riservato ai critici del settore. Robert Christgau, l'ideatore del sondaggio, disapprovò la scelta definendo il disco un "concept fallito" pervaso dal non interessante punto di vista di Reed sulla morte. Nella sua recensione all'opera, Greg Kot del Chicago Tribune scrisse che l'album mostrava "un grande rocker all'apice della forma". Il critico rock Piero Scaruffi, in questi termini descrisse il disco: "ogni canzone parla della morte, tema che la carriera di Reed ha trattato sin dall'inizio. Ma qui non c'è una volontà di morte freudiana. La morte è invece una nobile, titanica battaglia che gli esseri umani combattono di generazione in generazione contro una forza opprimente". Diede all'opera un voto di sei stellette e mezzo su dieci, concludendo: "Reed non cerca neanche di trovare delle buone melodie per le sue storie. Questa è musica "ambient": la musica dipinge uno stato d'animo, tetro e malinconico, e le parole riempiono semplicemente quello scenario".

## Tracce
- Tutte le canzoni sono state scritte da Lou Reed eccetto dove indicato diversamente:

Lato 1
1. Dorita · The Spirit - 1:07
2. What's Good · The Thesis - 3:22
3. Power and Glory · The Situation - 4:23 - (Lou Reed, Mike Rathke)
4. Magician · Internally - 6:23
5. Sword of Damocles · Externally - 3:42
6. Goodby Mass · In a Chapel Bodily Termination - 4:25
7. Cremation · Ashes to Ashes - 2:54
8. Dreamin' · Escape - 5:07 - (Lou Reed, Mike Rathke)

Lato 2
1. No Chance · Regret - 3:15
2. Warrior King · Revenge - 4:27
3. Harry's Circumcision · Reverie Gone Astray - 5:28
4. Gassed and Stoked · Loss - 4:18 - (Lou Reed, Mike Rathke)
5. Power and Glory Part II · Magic, Transformation - 2:57 - (Lou Reed, Mike Rathke)
6. Magic and Loss · The Summation - 6:39 - (Lou Reed, Mike Rathke)

## Formazione
- Lou Reed - voce, cori in What's Good, chitarra acustica, chitarra elettrica
- Mike Rathke - chitarra acustica, chitarra elettrica
- Rob Wasserman - basso
- Michael Blair - percussioni, cori in What's Good, batteria
- Roger Moutenot - cori in What's Good
- Jimmy Scott - cori in Power and Glory